# The Empyrean
| Совокупная оценка | Совокупная оценка |
| Источник          | Оценка            |
| ----------------- | ----------------- |
| Metacritic        | 69/100            |
| Оценки критиков   |                   |
| Источник          | Оценка            |
| AllMusic          | [ 2 ]             |
| Alternative Press | [ 3 ]             |
| Beats Per Minute  | 80%               |
| NOW               | [ 5 ]             |
| The Observer      | [ 6 ]             |
| PopMatters        | 4/10              |
| The Skinny        | [ 8 ]             |
| Spin              | 7/10              |
| Sputnikmusic      | [ 10 ]            |
| Uncut             | [ 11 ]            |

The Empyrean (с англ. — «Небесный») — восьмой студийный альбом американского музыканта Джона Фрушанте, выпущенный 20 января 2009 года на Record Collection. Фрушанте не планировал следующий тур, так как вместо этого он хотел сосредоточиться на сочинении песен и записи альбома. The Empyrean достиг 151-й строчки в американском чарте Billboard 200, а также седьмой строчки в Top Heatseekers После выхода альбом занял 105-ю строчку в UK Albums Chart.

## Об альбоме
Фрушанте сказал, что пластинка "была записана в период с декабря 2006 по март 2008 года" и является концептуальным альбомом, который рассказывает "единую историю как в музыкальном, так и в лирическом плане". The Empyrean содержит версию песни Тима Бакли "Song to the Siren" с его альбома Starsailor 1970 года. На пластинке также присутствует множество соавторов и приглашённых музыкантов, в том числе коллега Фрушанте по группе Фли, друзья Джош Клингхоффер и бывший гитарист The Smiths Джонни Марр. Из-за ошибки на заводе по производству копий дата выхода диска в США была отложена до 27 января. 2 июня 2010 года к альбому был добавлен новый бонус-трек "Here, Air", который был в свободном доступе на веб-сайте Джона.
11 декабря 2012 года Record Collection переиздала различные альбомы Джона Фрушанте, выпущенные с 2004 по 2009 год, включая The Empyrean. Эти переизданные альбомы доступны на 180-граммовом виниле ограниченным тиражом. К каждой пластинке также прилагается карта загрузки для выбранного вами файла в формате MP3 или WAV. The Empyrean была одной из самых востребованных пластинок Джона Фрушанте из переиздания каталога в 2012 году. Согласно официальному сайту Джона Фрушанте, по состоянию на 24 ноября 2012 года все предзаказы на виниловый альбом ограниченного тиража были распроданы, что делает его первым переизданием из ограниченного каталога, сделавшим это.
29 марта 2019 года вышло переиздание, посвящённое десятилетнему юбилею, смонтированное Джоном Фрушанте и Берни Грундманом с оригинальных аналоговых лент. Переиздание представляет собой двухдисковую пластинку, которая включает в себя загрузочную карточку альбома и бонус-треки в высоком разрешении.
Песня "Scratch", написанная во время сессий The Empyrean, была выпущена для бесплатного скачивания 18 февраля 2014 года в качестве вступительного трека к полноформатному альбому Enclosure, выпущенному 8 апреля 2014 года.
На сайте Metacritic, который присваивает рецензиям основных критиков средневзвешенную оценку из 100, альбом получил средний балл 69, основанный на 8 рецензиях, что указывает на "в целом благоприятные отзывы".

## Обложка
Иллюстрация представляет собой фотографию гравюр, собранных в коллаж. В левой верхней части изображения содержатся различные отсылки к миру природы, такие как многочисленные изображения деревьев с зеленой листвой и несколько наложенных друг на друга изображений гор. Учитывая жизненную философию Джона, вполне вероятно, что это расположение является отсылкой к Древу Жизни.
Каждый из нас стремится к совершенству по-своему, и поэтому, даже когда мы выбираем конкретные вещи в качестве объекта своего желания, я чувствую, что это всего лишь символы, а настоящий объект нашего желания — это творческая сила, присущая всему сущему. Это то, что создало нас и поддерживает нашу жизнь, и поэтому наши творения являются его творениями. Это похоже на то, как если бы вы создали робота, который мог бы думать и чувствовать, а затем он нарисовал бы картину, и эта картина была бы результатом точной структуры мыслей и чувств, которыми вы наделили робота. Мы все благодарны за то, что нам дано. Даже когда мы всем недовольны, это "бедный я" показывает, что мы по-прежнему считаем, что это "я" и его чувства имеют большое значение. Удивительно, что в этих телах существует такая сложная система мышления и чувств. Откуда она берётся? Мы проследили происхождение материи до того, что требовало существования времени, принципов движения, пространства и многих других вещей. Законы движения, времени и пространства, в которых всё существует, имеют неизведанную причину. И точно так же мы понятия не имеем, откуда взялись такие вещи, как восприятие и мышление.

— Джон Фрушанте
В левом нижнем углу видны корни деревьев и полупрозрачные опавшие листья, которые усиливают идею Древа Жизни.
Джош Клингхоффер, личный друг Джона (с которым он ранее сотрудничал, в том числе и в The Empyrean), изображён лежащим рядом с черепом и связанным с ангельской фигурой Джона. Это отсылка к смерти и возрождению, что подтверждается публикациями Джона в блоге. Две фигурки соединены веревкой или шнурком. Учитывая религиозную тематику альбома (на альбоме присутствуют названия песен "God" и "Heaven"), вполне вероятно сделать вывод, что это отсылка к Богу и Иисусу. Однако фигура Джона может быть интерпретирована как сатана Данте из-за сходства между многочисленными парами крыльев и голов.
[Персонаж] в конце концов осознаёт, что высшая точка на небесах — это потенциал внутри него, и что ничто не отличается от всего остального. То, что находится за его пределами, находится внутри него и внутри каждого человека. И что чувства, которые он испытывает, идеально соответствуют возможностям для творчества здесь, на земле.
Попытка стать единым целым с этой силой — это постоянный вызов, который является такой привилегией, плоды которой делают всю путаницу на пути частью этой привилегии. Он понимает, что способы, с помощью которых источник воображения скрыт от него, являются путеводителями и дорожными знаками, которые помогут ему стать единым целым с этим источником с помощью его собственной находчивости. Он понимает, что смятение и боль были такой же причиной того, что придавало его жизни смысл и доставляло удовольствие, как и то, что он ошибочно принимал за чистую монету.
Всё здесь содержит в себе противоречие, и поэтому верх и низ, лево и право, движение вперед и назад, радость и печаль, удовольствие и боль — это две вещи, которые являются одним целым. И всё, что мы считаем отдельным, на самом деле является одним целым.

— Джон Фрушанте
Винтовая лестница, ведущая от места упокоения умершего, символизирует возрождение и совершенствование, пока не достигнет самой высокой точки на небесах. Дворец над облаками — это воплощение этой концепции, выбранное Джоном. Обложка альбома отражает музыкальное содержание альбома. Это подтверждается публикациями Джона в его блоге.
Главный герой переживает крайнее одиночество (во второй песне и первой половине пятой песни) и временами думает, что сможет слиться с этой силой только после смерти. В восьмой песне истории происходит своего рода самоубийство, которое приводит к возрождению. Это может быть настоящая смерть или избавление от ненужных частей личности. В любом случае, происходит перерождение (песни 9 и 10), в котором он обнаруживает, что его переполняет удивление по поводу жизни. Чем больше чьи-то действия согласуются с творческой силой, присущей всему, что мы знаем, тем больше воображение этого человека становится единым целым с его окружением.

— Джон Фрушанте

## Список композиций
Издание на Виниле
Слова и музыка всех песен — Джон Фрушанте, кроме указанных иначе..
| №                   | Название                              | Автор(ы)                | Перевод             | Длительность |
| ------------------- | ------------------------------------- | ----------------------- | ------------------- | ------------ |
| 1.                  | «Before the Beginning» (инструментал) |                         | Перед Началом       | 9:09         |
| 2.                  | «Song to the Siren»                   | Тим Бакли, Ларри Беккет | Песня к Сирене      | 3:33         |
| 3.                  | «Unreachable»                         |                         | Недостижимый        | 6:08         |
| Общая длительность: | Общая длительность:                   | Общая длительность:     | Общая длительность: | 18:50        |

| №                   | Название            | Перевод             | Длительность |
| ------------------- | ------------------- | ------------------- | ------------ |
| 4.                  | «God»               | Бог                 | 3:22         |
| 5.                  | «Dark/Light»        | Темнота/Свет        | 8:29         |
| Общая длительность: | Общая длительность: | Общая длительность: | 11:51        |

| №                   | Название            | Перевод             | Длительность |
| ------------------- | ------------------- | ------------------- | ------------ |
| 6.                  | «Heaven»            | Небеса              | 4:02         |
| 7.                  | «Enough of Me»      | Хватит с Меня       | 4:13         |
| Общая длительность: | Общая длительность: | Общая длительность: | 8:15         |

| №                   | Название            | Перевод             | Длительность |
| ------------------- | ------------------- | ------------------- | ------------ |
| 8.                  | «Central»           | Центральный         | 7:13         |
| 9.                  | «One More of Me»    | Еще Одна Часть Меня | 4:04         |
| 10.                 | «After the Ending»  | После Окончания     | 3:38         |
| Общая длительность: | Общая длительность: | Общая длительность: | 14:55        |

| №                   | Название            | Перевод             | Длительность |
| ------------------- | ------------------- | ------------------- | ------------ |
| 11.                 | «Ah Yom»            | Ах, Йом             | 3:17         |
| Общая длительность: | Общая длительность: | Общая длительность: | 57:08        |

| №                   | Название            | Перевод             | Длительность |
| ------------------- | ------------------- | ------------------- | ------------ |
| 11.                 | «Today»             | Сегодня             | 4:38         |
| 12.                 | «Ah Yom»            | Ах, Йом             | 3:17         |
| Общая длительность: | Общая длительность: | Общая длительность: | 61:46        |

| №                   | Название            | Перевод             | Длительность |
| ------------------- | ------------------- | ------------------- | ------------ |
| 11.                 | «Today»             | Сегодня             | 4:38         |
| 12.                 | «Ah Yom»            | Ах, Йом             | 3:17         |
| 13.                 | «Here, Air»         | Здесь, в Воздухе    | 3:47         |
| Общая длительность: | Общая длительность: | Общая длительность: | 65:33        |

## Участники записи
- Джон Фрушанте — вокал (все песни, кроме 1), соло и ритм-гитара (1, 3-8), акустическая гитара (2), клавишные, пианино (5, 10), синтезатор (5, 6, 10), шестиструнный бас (5, 8), драм-машина (5, 10), бэк-вокал
- Джош Клингхоффер — ударные (1, 3, 4, 6-8), перкуссия, электрическое фортепиано (1-4, 6-9), орган (2, 5-8), пианино (2, 8), синтезатор (2, 4, 8), бэк-вокал (7)
- Фли — бас-гитара (3, 4, 6, 7, "Today", "Ah Yom")
- Джонни Марр — гитара (7, 8), акустическая гитара (8)
- Дональд Тейлор и The New Dimension Singers (Элфи Сайлас, Каприша Смайлз, Дональд Тейлор, Лоуренс Янг, Никки Эрвин, Нита Хаттон, Пэт Ли, Шэрон Брайант, Тамара Митчелл, Тони Уилкинс, Трейси Картер) — голоса (5)
- Лоуренс Янг — бэк-вокал (5)

### Sonus Quartet
Sonus Quartet участвовал в композициях 4, 6, 8 и 9.
- Кэролайн Кэмпбелл — скрипка I
- Кэтлин Слоун — скрипка II
- Нил Хаммонд — альт
- Ванесса Фриберн-Смит — виолончель

Аранжировки для струнных:
- Джефф Гейлгоф (4, 9)
- Нил Хаммонд (6)
- Ванесса Фриберн-Смит (8)

### Продюсирование
- Джон Фрушанте — продюсер, сведение (все песни)
- Джош Клингхоффер — сведение (2-8)
- Райан Хьюит — звукорежиссёр
- Адам Сэмюэлс — звукорежиссёр, сведение (1, 3-10)
- Крис Холмс — сведение (2, 5)
- Сара Киллион — ассистент звукорежиссёра
- Дэйв Ли — оборудование
- Энтони Самора — координатор производства

### Оформление
- Сара Ситкин — обложка

## Чарты
| Chart (2009)                           | Peak position |
| -------------------------------------- | ------------- |
| Dutch Album Top 100                    | 61            |
| Swiss Album Chart                      | 57            |
| UK Albums Chart                        | 105           |
| US Billboard 200                       | 151           |
| США (Billboard Top Heatseekers Albums) | 4             |